# La Murette
La Murette é uma comuna francesa na região administrativa de Auvérnia-Ródano-Alpes, no departamento de Isère. Estende-se por uma área de 4,22 km². Em 2010 a comuna tinha 1 925 habitantes (densidade: 456,2 hab./km²).